# Trinidad e Tobago nos Jogos Parapan-Americanos de 2011
Trinidad & Tobago participa dos Jogos Parapan-Americanos de 2011, em Guadalajara, no Mexico. O país enviou 1 atleta para a competição.

## Natação
Trinidad e Tobago enviou um atleta para as competições de natação.
A atleta Shanntol Ince foi a única representante de país e conseguiu também sua única medalha na competição.

## Medalhas conquistadas

### Classificação do país
| Ordem | País                     | Medalha de ouro | Medalha de prata | Medalha de bronze | Total |
| ----- | ------------------------ | --------------- | ---------------- | ----------------- | ----- |
| 9     | DOM República Dominicana | 0               | 1                | 1                 | 2     |
| 10    | PER Peru                 | 0               | 0                | 1                 | 1     |
| 10    | TRI Trinidad e Tobago    | 0               | 0                | 1                 | 1     |

### Conquistas individuais
| Evento  | Atleta        | Classe                       | Medalha |
| ------- | ------------- | ---------------------------- | ------- |
| Natação | Shanntol Ince | 100 metros peito feminino S9 | Bronze  |